# Алкогольні напої

Алкоголь негативно впливає на майбутню дитину - ФАС та інше.

Алкого́льні напо́ї або спиртові́  напо́ї — найчастіше рідини, які містять не менше, ніж 1,5 % етилового спирту, отриманого зі спиртової, вуглеводомісткої сировини.

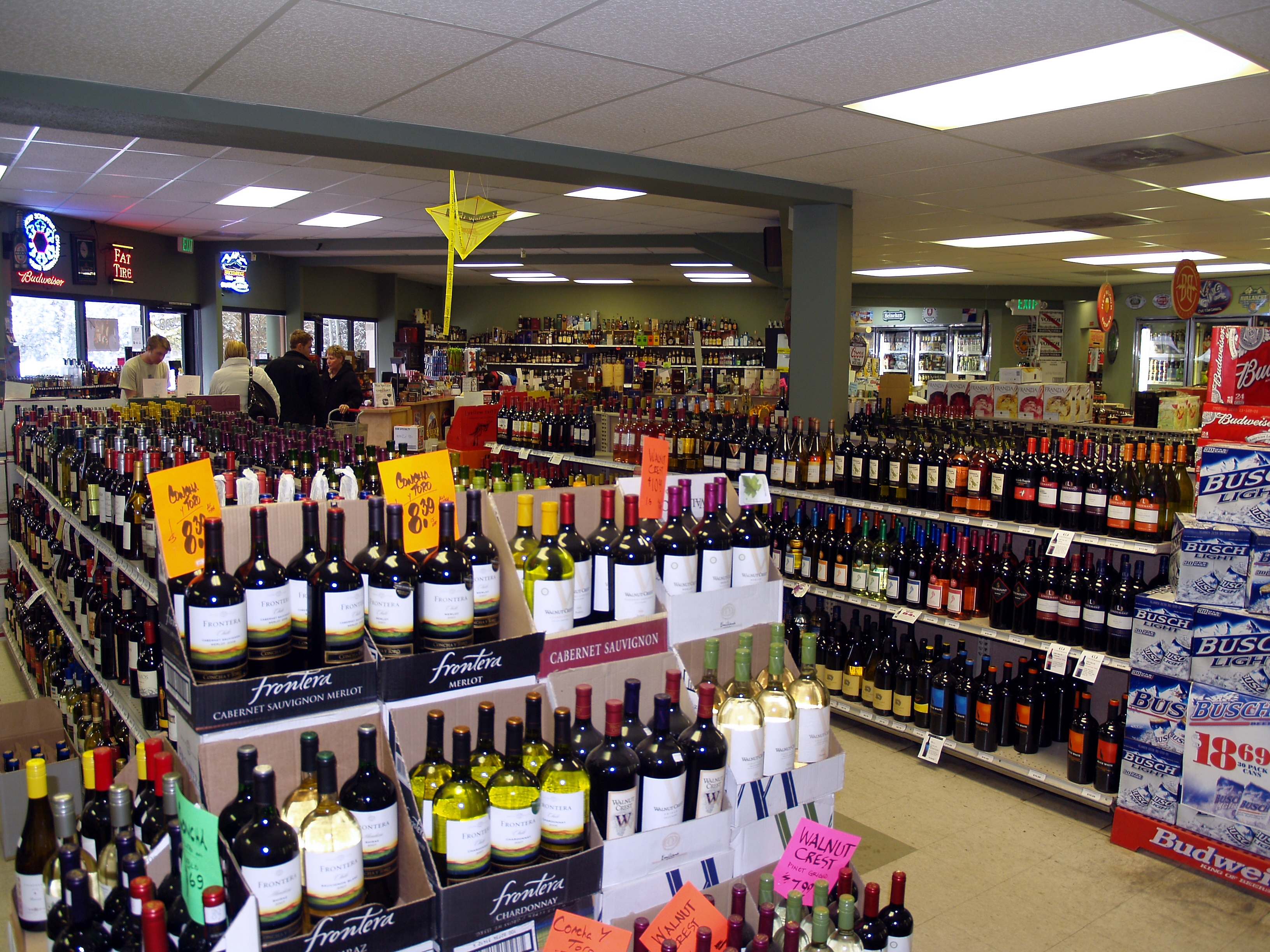
Магазин алкогольних напоїв у США. Світовий продаж алкогольних напоїв перевищив 1 трлн. дол. 2018.

Хмільні рідини, основою яких є етанол (етиловий спирт), безбарвна рідина C2Н5OH. Вино, сидр, херес містять спирт, отриманий шляхом прямої ферментації цукру фруктів дріжджами. Солодові напої та пиво отримуються шляхом перетворення крохмалю злаків на цукор і наступного його шумування за допомогою дріжджів. Ферментовані напої містять менш ніж 20 % спирту. Спирти утворюються під час дистиляції вина, що перешумувало, або солодових напоїв і можуть містити до 55 % алкоголю. Слабкоалкогольними напоями, вважаються напої міцністю до 8 % об'єму.
Слабоалкого́льні напо́ї (алкопоп) — лікеро-горілчані напої міцністю від 1,2 % до 8,5 %, з масовою концентрацією екстрактивних речовин не більше ніж 14 г/100 см³, виготовлені на основі водно-спиртової суміші, часто з використанням лимонної кислоти, концентрованих соків, іноді з додаванням штучних вітамінів і консервантів, насичені чи ненасичені діоксидом вуглецю.
За даними Всесвітньої організації охорони здоров'я, станом на 2011 рік, інтегрований індикатор алкогольної потреби в Україні, був одним з найгірших в європейському регіоні.

## Загальне
Коли йдеться про чиєсь улюблене питво, алкогольні напої особливі. Для мільйонів людей, вони можуть бути невіддільною частиною обіднього досвіду. Вони часто можуть бути важливим додатком громадських заходів, свят і пам'ятних подій; люди можуть пити алкоголь за друзів, зустріч після довгого розставання, славетні події та спогади. Алкогольні напої відіграють ключову роль у багатьох релігійних традиціях. До того ж алкогольна промисловість є основною економічною силою, на яку припадає, наприклад в США, понад 220 мільярдів доларів на рік.
У загальному вимірі, споживання алкоголю у світі, показує стійкий напрямок на зростання — з 5,9 л чистого алкоголю на рік на дорослу людину 1990 року, до 6,5 літрів 2017 року, і очікується, що до 2030 року воно збільшиться до 7,6 л.
Все це є дійсністю, попри добре відомі та широко розрекламовані ризики вживання занадто великої кількості алкоголю.

## Вплив алкоголю на організм
Етанол є природною психоактивною речовиною, яка надає гальмівну дію на центральну нервову систему. Серед спиртів, етанол має відносно невисоку токсичність, натомість спричинює значний психоактивний вплив. Вживання етанолу викликає сп'яніння, внаслідок чого у людини знижується швидкість реакції та увага, порушується координація рухів і міркування. Вживання великої кількості, може призвести до смерті. Надмірне і постійне вживання алкогольних напоїв, може викликати алкоголізм та інші хронічні хвороби.

### Поганий вплив алкоголю

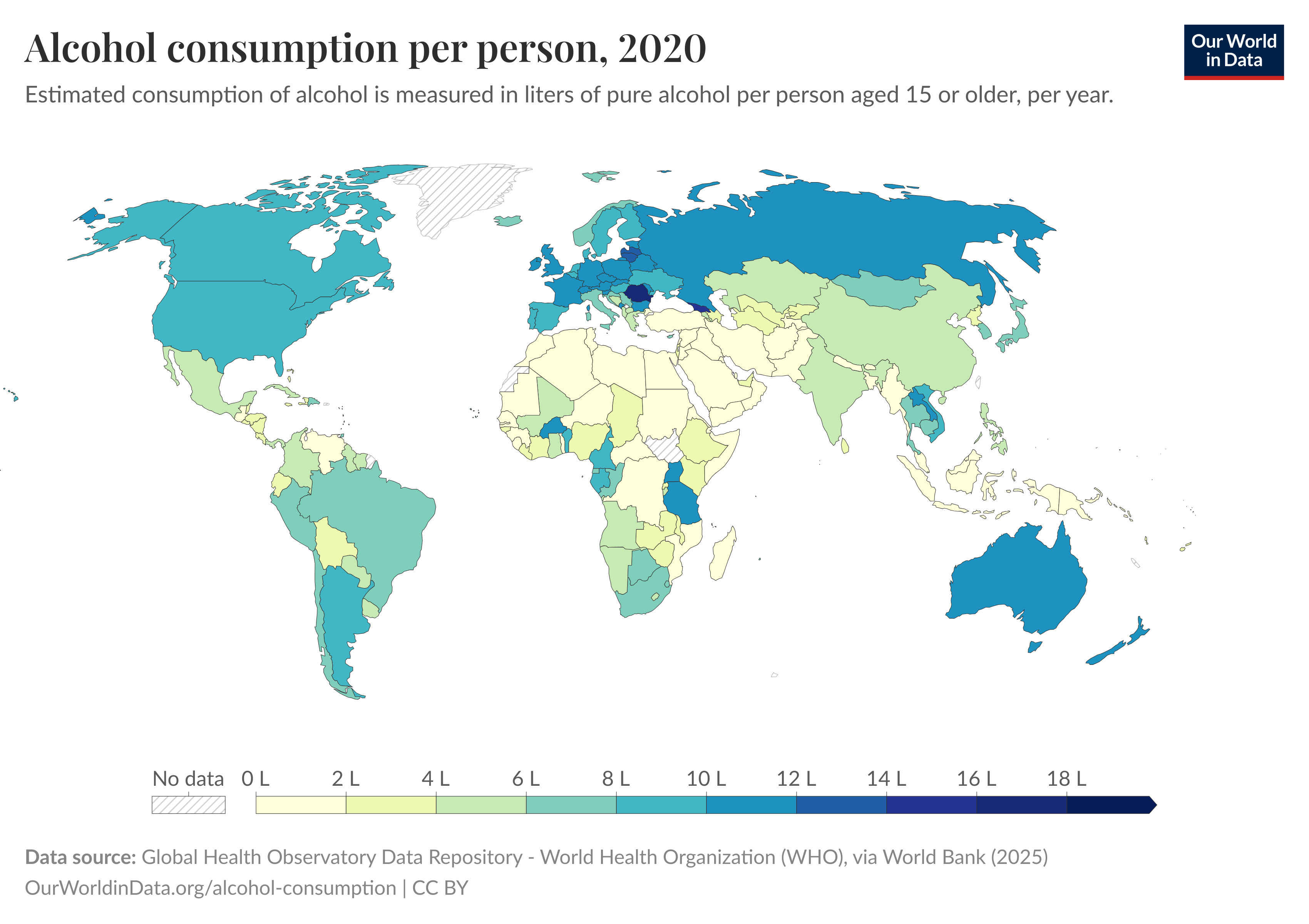
Споживання алкоголю на людину 2016 року. Кількість вимірюється в літрах чистого алкоголю на особу віком від 15 років

Нікого не повинно дивувати, що вживання занадто великої кількості алкоголю може бути шкідливим для них — звичайно, визначення «занадто багато» може змінюватися.
Деякі з найбільш поширених негативних наслідків для здоров'я від надмірного вживання алкоголю — і вагомі причини, щоби зменшити споживання алкоголю:
- захворювання печінки, в тому числі цироз і небезпечна для життя недостатність печінки, що вимагають пересадки цього органу,
- більший ризик високого кров'яного тиску, серцевої недостатності та деменції,
- вищий ризик деяких видів раку, разом з раком травного тракту (в тому числі рак товстої кишки), молочної залози та печінки,
- підвищений ризик отримання травм, особливо під час водіння в нетверезому стані та падінь — вбивства і самогубства також часто пов'язано з алкоголем,
- Споживання алкоголю на людину 2016 року. Кількість вимірюється в літрах чистого алкоголю на особу віком від 15 років[4]помилка в судженні — наприклад, люди, які п'яні, можуть вести ризиковану сексуальну поведінку або використовувати інші наркотики,
- підвищений ризик депресії, тривоги та залежності, що, своєю чергою, може вплинути на здатність встановлювати та підтримувати соціальні взаємини та зайнятість,
- алкогольне отруєння — багато людей не розуміють, що якщо хтось п'є багато алкоголю протягом короткого проміжку часу, це може бути смертельним,
- алкогольний синдром плоду — алкоголь може пошкодити мозок дитини та викликати інші порушення розвитку.
- Шкода державі[5].

Надмірне вживання алкоголю може викликати проблеми зі здоров'ям не лише у питущого, але й у його сім'ї, друзів, колег і роботодавців.
Для прикладу, в США приблизно 88 000 осіб (62 000 чоловіків і 26 000 жінок) щорічно помирають від причин, пов'язаних із вживанням алкоголю, що робить алкогольні напої третьою основною причиною смертності, якій можна запобігти. Перша — тютюн, а друга — неправильне харчування та відсутність фізичної активності.

### Ймовірна користь від алкоголю
Хоча перелік ризиків для здоров'я, пов'язаних з надмірним вживанням алкоголю, дуже довгий, можливі також переваги для здоров'я, пов'язані з помірним вживанням алкоголю. Існує психологічний або соціальний вплив алкоголю. Випивка під час зустрічі з родиною або друзями, може бути корисною для зняття стресу і поліпшення самопочуття. Алкоголь довгий час вважався «соціальним мастилом», через те що вживання алкоголю може заохочувати соціальну взаємодію. Але ці переваги важко виміряти.
1926 року американський біолог Реймонд Перл показав, що люди, які вживають помірні кількості алкоголю, живуть довше, ніж люди, які не п'ють або дуже п'ють.
Крім того, деякі дослідження доводять, що помірне вживання слабких натуральних алкогольних напоїв (насамперед, сухого червоного вина) , може бути пов'язано з нижчим ризиком:[джерело?]
- гострого серцево-судинного захворювання[8]

- найпоширенішого виду інсульту[9]

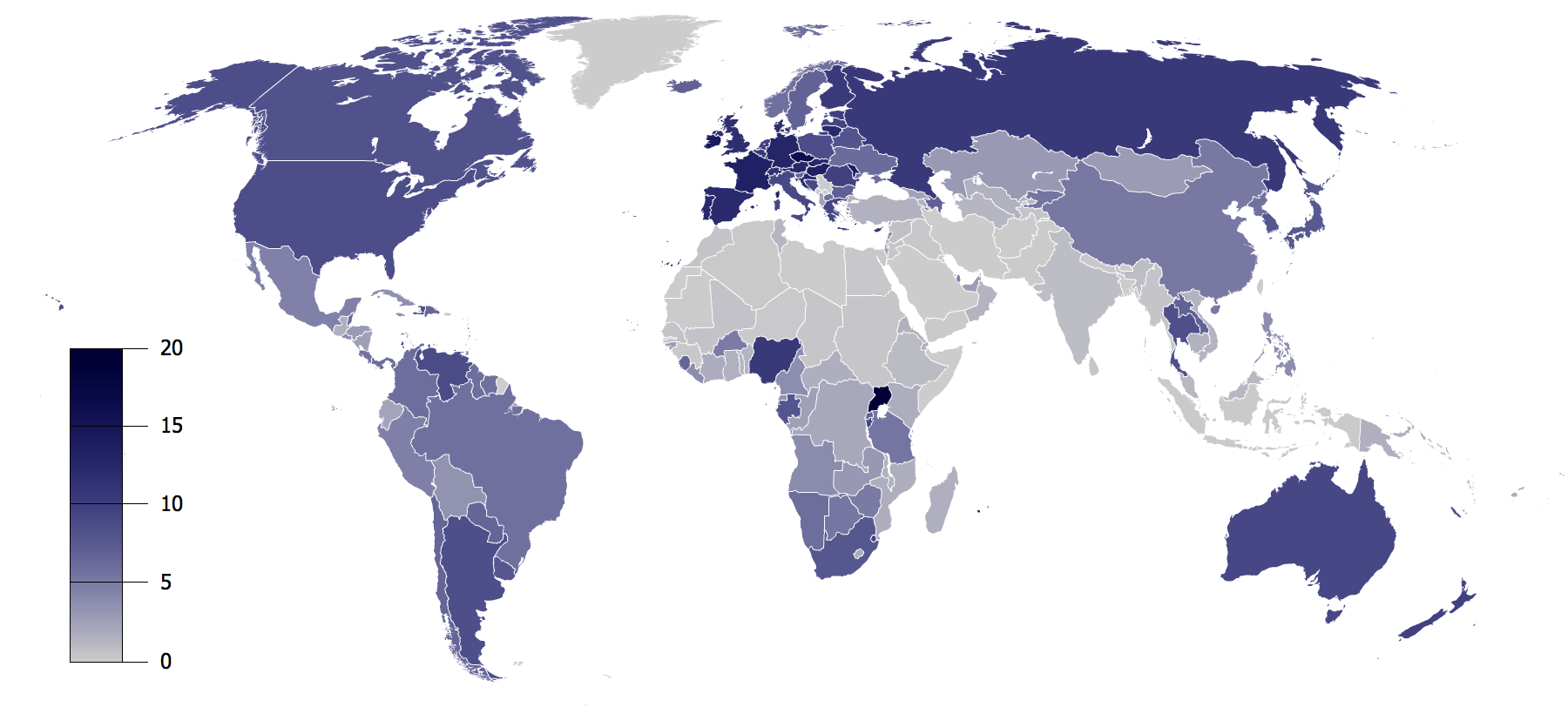
Споживання алкоголю на душу населення в літрах, 2009. Всесвітня організація охорони здоров'я

- раптової смерті від серцево-судинних захворювань[10][11]
- цукрового діабету[12]
- каміння в жовчному міхурі
- катаракти[13]

Попри ці ймовірні переваги для здоров'я, більшість лікарів не радять щоби той хто не п'є, почав вживати алкоголь, або щоби помірно питущий почав пити більше, оскільки багато з цих переваг досить незначні і важко передбачити, хто насправді виграє, а хто може постраждати більше від вживання алкоголю.

## Якщо ваш лікар пропонує вам припинити вживання спиртних напоїв
Національний інститут зловживання алкоголем та алкоголізму (NIAAA) США розробив наступні можливі кроки щодо цього:
- Постановити це письмово. Складання переліку причин припинення пиття — таких, як почувати себе здоровіше, краще спати або покращувати стосунки — може заохотити.
- Поставити мету пиття. Встановити обмеження, скільки будете пити. Слід пити менше рекомендованих порад: не більше одного стандартного напою на день для жінок та чоловіків віком від 65 років і не більше двох стандартних напоїв на день для чоловіків до 65 років. Ці обмеження можуть бути занадто високими для людей які мають певні медичні стани або для деяких літніх людей. Сімейний лікар може допомогти визначити, що саме вам підходить.
- Ведення щоденника свого пиття. Три-чотири тижні слідкувати за кожним випиванням. Записувати інформацію про те, що і скільки випито, а також де ви були. Порівнювати це зі своєю метою. Якщо виникатимуть проблеми з дотриманням своєї мети, можна обговорювати це з лікарем.
- Не тримати алкоголь у власному будинку. Якщо вдома немає алкоголю, це може допомогти обмежити його вживання.
- Пити повільно. Вживати газовані напої, воду або сік після алкогольного напою. Ніколи не пити натщесерце.
- Вибирати дні без алкоголю. Вирішити не пити день-два, щотижня. Може прийти бажання утриматися на тиждень чи місяць, щоби побачити, як відчуєте себе фізично та емоційно без алкоголю у своєму житті. Відпочинок від алкоголю може бути хорошим способом почати менше пити алкогольні напої.
- Стежити за психологічним тиском «горілчаних братів». Застосовувати способи сказати «ні» ввічливо. Вам не доводиться пити лише тому, що є інші, і ви не мусите відчувати себе зобов'язаним, випивати кожен запропонований вам напій. Триматися подалі від людей, які спонукають вас пити.
- Бути зайнятим. Гуляти, робити фізичні вправи, виходити щоби зняти відео. Коли вдома, підбирати нове захоплення або відновити старе. Живопис, настільні ігри, гра на музичному інструменті, деревообробка — ці та інші заходи, є чудовими противагами питву.
- Попрохати підтримку. Відмовитися від пиття може бути не завжди просто. Повідомити друзів та членів родини, що вам потрібна їх підтримка. Ваш лікар, консультант або терапевт, також можуть запропонувати допомогу.
- Оберігати себе від спокуси. Уникати людей і місць, де змушують пити. Якщо пиття пов'язується з певними подіями, такими як свята чи канікули, можна заздалегідь розробити план керування ними. Пильнувати свої відчуття. Людина, яка переживає, самотня або розлючена, може потягнутись за алкоголем. Спробувати виростити нові, здорові способи впоратися зі стресом.
- Бути наполегливим. Більшість людей, які успішно обмежують або взагалі припиняють пити, роблять це лише після кількох спроб. Можуть бути невдачі, але треба не дозволяти їм заважати досягти вашої довгострокової мети.
- Деякі з цих порад — такі як: спостереження за наполяганнями друзів по питтю, зайнятість, прохання про підтримку, усвідомлення спокуси та наполегливість — також можуть бути корисними для людей, які хочуть повністю відмовитися від алкоголю.

## Види

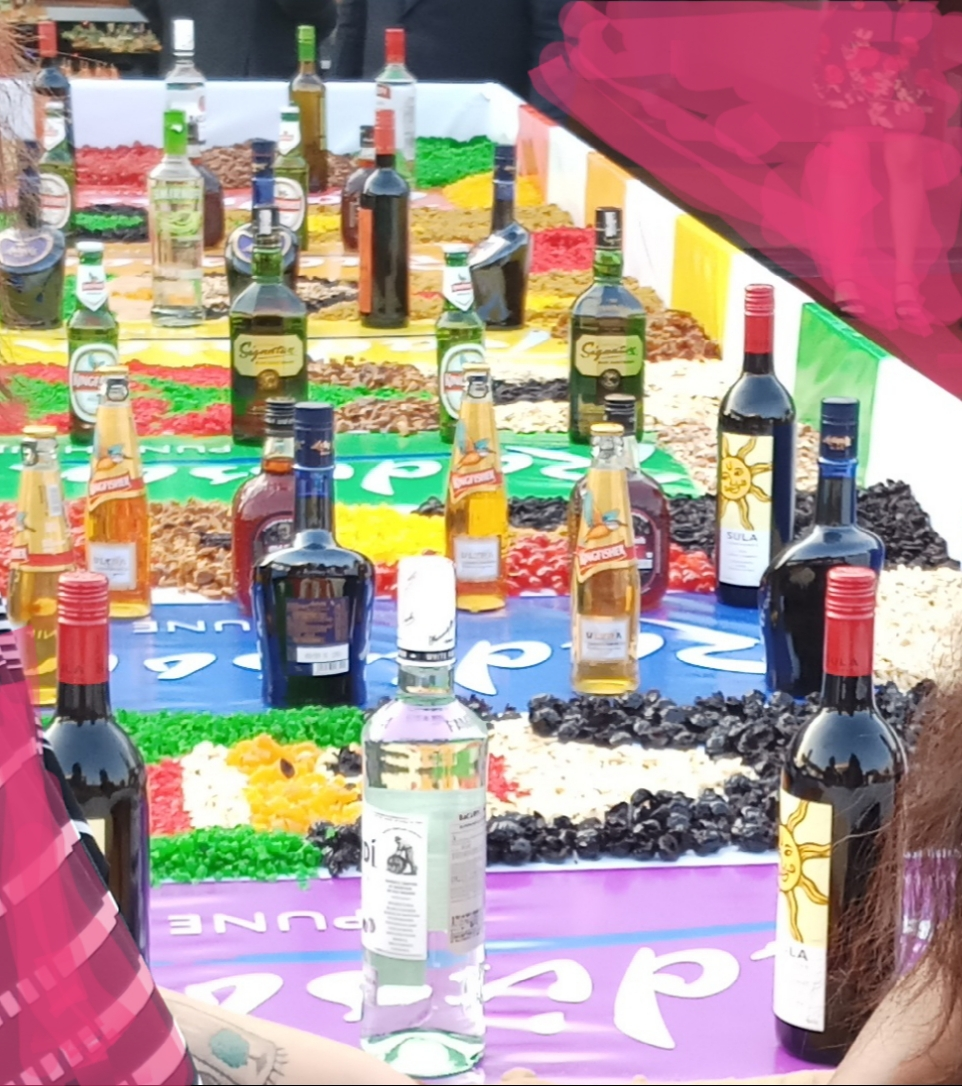
Різноманітні напої у «Pune Festival».

Різновиди алкогольних напоїв:
- абсент
- арак
- аррак
- Aguardiente
- бальзам
- бехерівка
- бренвін
- бренді
- бреннівін
- бурбон
- вино
- вишняк
- віскі
- глінтвейн
- горілка
- граппа
- джин
- збитень
- кальвадос
- контабас
- коньяк
- кумис
- лікер
- лімончело
- маотай
- медовуха
- мескаль
- муселець
- пиво
- ратафія
- ром
- саке
- самогон
- сидр
- снапс
- текіла
- чача
- шампанське
- шнапс